# Sankt Gotthardpasset
Sankt Gotthardpasset (italienska: Passo San Gottardo, tyska: Sankt Gotthard, italienska: Passo del San Gottardo, Valico del San Gottardo, rätoromanska: Pass dal Son Gottard, tyska: Gotthardpass, Sankt-Gotthard-Pass) är ett bergspass i Schweiz. Det ligger på gränsen mellan kantonen Ticino och kantonen Uri i den centrala delen av landet. Sankt Gotthardpasset ligger 2 108 meter över havet. Vid passet ligger sjön Lago della Piazza.
Trakten runt Sankt Gotthardpasset består i huvudsak av kala klippor. Markanta berg kring passet är Monte Tremulo, Mons Ursarie, Mons Elvelinus och Monte Sancti Gutardi. Passet betraktades fram till 1716 som Alpernas högsta.
Den första byggnaden vid passet var en kappel som ärkebiskop Galdinus från Milano 1176 vigade åt Gotthard av Hildesheim. En klinik tillkom 1629 och den användes även som övernattningsställe. Året 1834 byggdes tullstationen Alte Sust som likaså var ett härbärge. Huset blev ett museum. Här finns utställningar om regionens bönder, trafiken under gångna tider, tunnelprojektet och den militäriska historien.
Uppfarten från södra sidan kallas Tremola och den har 46 trånga kurvor.

## Historia
Fynd av föremål från södra Alperna vid Zürichsjön tyder på att passet brukades under senaste istiden (eller liknande ställen i närheten som passet Lukmanier eller passet Chrüzli). Gotthardpasset hade antagligen ingen betydelse under romerska tiden. I motsats till Sankt Bernhardspasset, Septimerpasset, Julierpasset och Malojapasset blev den inte omnämnd i romerska vägbeskrivningar (itinerarium). Även efter kapellets tillkomst hade passet endast lokalt betydelse. En väg för långvarig bruk uppfördes troligen under 1230-talet. Omkring året 1500 transporterades uppskattningsvis varor med en vikt av 150 ton per år över passet. Som jämförelse registrerades för samma tid ett värde av 4500 ton över Brennerpasset. Gotthardpasset var däremot viktig för handeln mellan inre Schweiz och Lombardiet. Därför utkämpade det gamla schweiziska edsförbundet olika strider med hertigdömet Milano.
Bönder från regionen fick en extra tillkomst när de vandrade med dragdjur över passet. För sysselsättningen krävdes myndigheternas tillåtelse och personen förpliktades att vara delaktig i snöröjningen och vägskötseln. Tidvis var vägen uppdelad i fyra avsnitt som alla hade ett eget transportbolag. Transporten med dragdjur fortsatte fram till uppförandet av en väg för större fordon under 1800-talet. Redan 1653 tillkom budbärare på häst mellan Milano och Luzern. Året 1696 tillkom ett posttjänst med diligens.
För att hedra Gotthard av Hildesheim utfördes fram till 1800-talet peregrinationer upp till passet. Dessa ägde beroende på startpunkten rum mellan 25 juni och 10 augusti. Gotthardpasset och omgivningen blev även ett mål för konstnärer och vetenskapsmän som geologen Horace-Bénédict de Saussure.